# Tannodia nitida
Tannodia nitida är en törelväxtart som beskrevs av Radcl.-sm.. Tannodia nitida ingår i släktet Tannodia och familjen törelväxter. Inga underarter finns listade i Catalogue of Life.